# Batalla de Blore Heath
La batalla de Blore Heath fue una de las primeras grandes batallas en la guerra de las Dos Rosas inglesa. Se libró el 23 de septiembre de 1459, en Blore Heath, Staffordshire, a dos millas al este de la ciudad de Market Drayton en Shropshire, Inglaterra.
Después de la primera batalla de St Albans en 1455, se llevó a cabo una paz precaria en Inglaterra. Los intentos de reconciliación entre las casas de Lancaster y York disfrutaron de cierto éxito, pero breve. Ambas partes se volvieron cada vez más cautelosos en relación con la otra y cerca de 1459 se estaban reclutando activamente partidarios armados. La reina Margarita de Anjou continuó elevando el apoyo al rey Enrique VI entre los nobles, promoviendo la distribución de un emblema de un cisne plateado para los caballeros y los escuderos alistados por ella personalmente, mientras que el comando de York bajo el Duque de York fue encontrar un grupo antirrealista de apoyo a pesar del severo castigo que se daba al levantarse en armas contra el rey.
Las fuerzas de los York estaban basadas en el Castillo de Middleham, en Yorkshire, (dirigido por el conde de Salisbury), necesaria para conectar con el grueso del ejército de infantería de York en el castillo de Ludlow en Shropshire. Así como Salisbury marchó hacia el suroeste a través de la región central, la reina ordenó al señor de Audley que los interceptase, tarea que se llevó a cabo con fracaso permitiendo la victoria de los York